# Indre-et-Loire
Indre-et-Loire je francouzský departement ležící v regionu Centre-Val de Loire. Název pochází od řek Loiry a jejího přítoku Indre. Hlavní město je Tours.
Indre-et-Loire zahrnuje většinu historického území Touraine a okrajovou část východního Anjou.

## Geografie

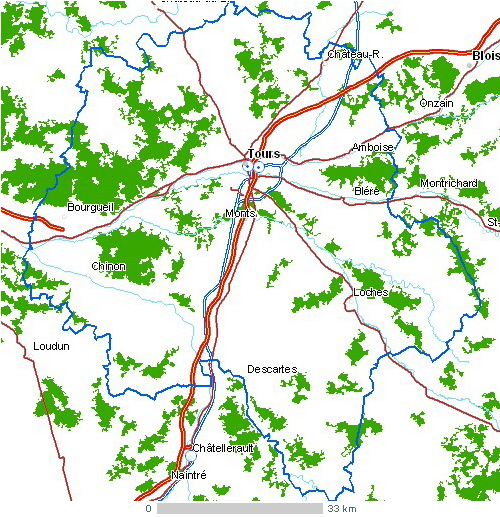
Mapa

## Nejvýznamnější města
- Tours : 136 400 obyvatel 2007
- Joué-lès-Tours : 36 000 obyvatel 2007
- Saint-Cyr-sur-Loire : 16 300 obyvatel 2007
- Saint-Pierre-des-Corps : 15 400 obyvatel 2007
- Saint-Avertin 14 100 obyvatel 2007
- Amboise : 12 400 obyvatel 2007
- Chambray-lès-Tours : 10 600 obyvatel 2007
- Montlouis-sur-Loire : 10 381 obyvatel 2007

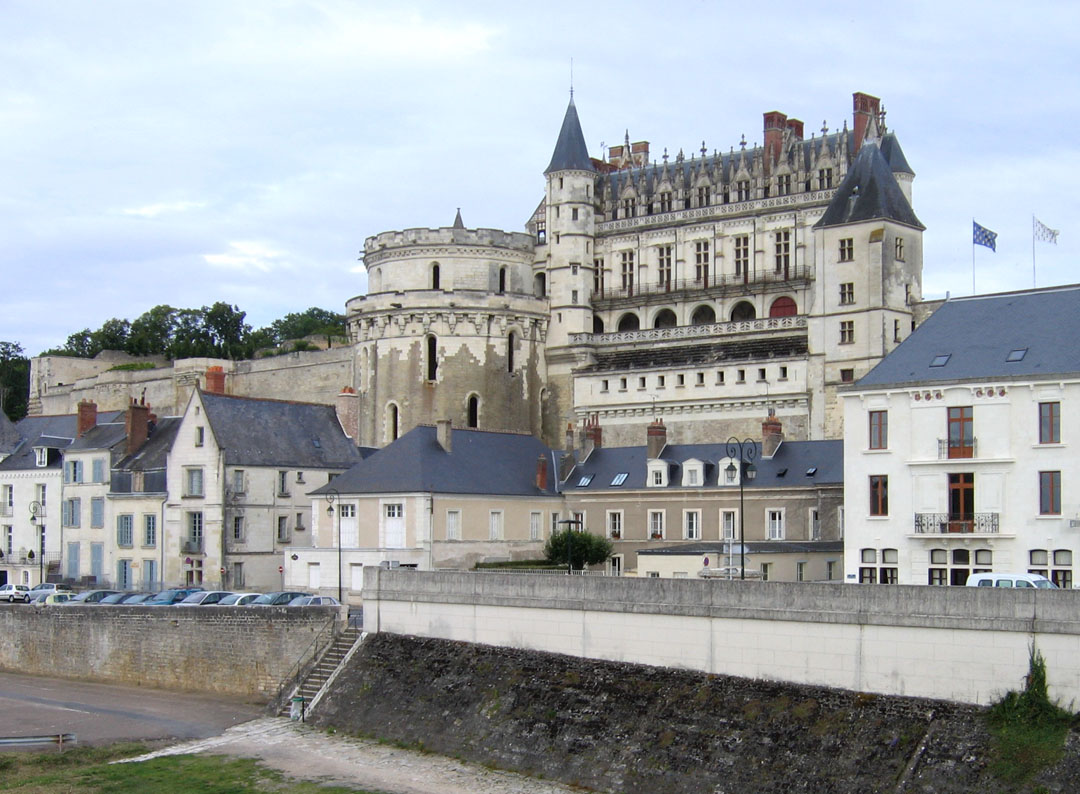
Zámek Amboise